# Tribosfènides
Els tribosfènides (Tribosphenida) són una infralegió de mamífers de la sublegió dels zateris. L'única supercohort supervivent actualment és la dels teris, que inclou els placentaris. Es diferencien per una depressió característica dels queixals més baixos.

## Sistemàtica
- Classe Mammalia
  - Subclasse Theriiformes
    - Infraclasse Holotheria
      - Superlegió Trechnotheria
        - Legió Cladotheria
          - Sublegió Zatheria
            - Infralegió Tribosphenida
              -                 - Gènere Hypomylos
                - Família Necrolestidae

              - Supercohort Aegialodontia
              - Supercohort Theria
                - Cohort Placentalia
                - Cohort Marsupialia